# 沙姆希阿达德四世
沙姆希阿达德四世（英語：Shamshi-Adad IV）（？—前1050年），中亚述时期的亚述国王（公元前1057年—公元前1050年在位）他在位7年，死后由其子亚述那西尔帕一世继承。
| 前任： 亚述贝尔卡拉 | 亚述国王 前1057年－前1050年 | 繼任： 亚述那西尔帕一世 |